# Kirkby la Thorpe
Kirkby la Thorpe – wieś w Anglii, w hrabstwie Lincolnshire. Leży 29 km na południowy wschód od Lincoln i 167 km na północ od Londynu.